# Simtuna församling
Simtuna församling var en församling  i Uppsala stift och i Enköpings kommun. Församlingen uppgick 2006 i Fjärdhundra församling. 

## Administrativ historik
Församlingen har medeltida ursprung. 
Församlingen utgjorde under medeltiden ett eget pastorat för att därefter till 2006 vara moderförsamling i pastoratet Simtuna och Altuna som 1 maj 1933 utökades med Frösthults församling och 1962 med Österunda, Torstuna och Härnevi församlingar. Församlingen uppgick 2006 i Fjärdhundra församling.

## Kyrkor
- Simtuna kyrka